# اتفاقية مونتيفيديو
اتفاقية مونتفيديو بشأن حقوق وواجبات الدول هي معاهدة تم توقيعها في مونتفيديو، أوروغواي، في 26 ديسمبر 1933، خلال المؤتمر الدولي السابع للدول الأمريكية. تقنن الاتفاقية النظرية التصريحية للدولة باعتبارها مقبولة كجزء من القانون الدولي العرفي. في المؤتمر، أعلن رئيس الولايات المتحدة فرانكلين دي. روزفلت ووزير الخارجية كورديل هل سياسة حسن الجوار، الّتي عارضت التدخل العسكري الأمريكي في الشؤون الأمريكية المشتركة. وُقّعَ على الاتفاقية من قبل 19 دولة. خضع قبول ثلاثة من الموقعين لتحفظات طفيفة. كانت تلك الدول هي البرازيل وبيرو والولايات المتحدة.
دخلت الاتفاقية حيّز التنفيذ في 26 ديسمبر 1934. تم تسجيله في سلسلة معاهدات عصبة الأمم في 8 يناير 1936.
كان المؤتمر بارزًا في تاريخ الولايات المتحدة، حيث كانت الدكتورة سوفونيسبا بريستون بريكنريدج، أول مُمثلّة أميركية في مؤتمر دولي، من بين مُمثلي الولايات المتحدة.

## خلفية
في معظم الحالات، كان السّبيل الوحيد المُتاح لتقرير المصير للسّكان المُستعمرين أو الأقليات العرقية القومية هو تحقيق الشخصية القانونية الدولية كدولة قومية. غالبية الوفود في المؤتمر الدّولي للدّول الأمريكية مثلت الدّول المُستقلة الّتي نشأت من المُستعمرات السّابقة. في معظم الحالات، كان وجودهم واستقلالهم محل نزاع أو معارضة من قبل واحدة أو أكثر من الإمبراطوريات الاستعمارية الأوروبية. واتفقوا فيما بينهم على معايير سهّلت على الدول التابعة الأخرى ذات السيادة المحدودة الحُصول على اعترافٍ دولي.

## محتويات الاتفاقية
تُحدّد الاتفاقية تعريف وحقوق وواجبات الدولة. الأكثر شهرة هي المادة 1، الّتي تحدد المعايير الأربعة للدّولة الّتي اعترفت بها المُنظمات الدّولية على أنها بيان دقيق للقانون الدولي العرفي:
علاوة على ذلك، تنص الجملة الأولى من المادة 3 صراحةً على أن «الوجود السّياسي للدّولة مُستقل عن اعتراف الدول الأخرى.» يُعرف هذا بالنظرية التصريحية للدولة. إنه يتعارض مع النظرية التأسيسية البديلة للدولة: الدّولة موجودة فقط بقدر ما تعترف بها الدّول الأخرى. لا ينبغي الخلط بينه وبين عقيدة استرادا. لم يرد ذكر «الاستقلال» و«السيادة» في المادة 1.

جزءٌ مهم من الاتفاقية كان حظر استخدام القوة العسكرية لكسب السّيادة. وفقًا للمادة 11 من الاتفاقية،
علاوة على ذلك، تعكس المادة 11 عقيدة ستيمسون المعاصر، وهي الآن جزء أساسي من القانون الدولي من خلال الفقرة 4 من المادة 2 من ميثاق الأمم المتّحدة.

## الأطراف

الأطراف في اتفاقية مونتيفيديو الأطراف
الموقعون
أعضاء منظمة الدول الأمريكية الآخرين

الدول الـ17 الّتي صدقت على هذه الاتفاقية مقصورة على الأمريكتين.
| الدّولة              | وقّعت           | المودعة        | الطريقة |
| ------------------- | -------------- | -------------- | ------- |
| البرازيل            | 26 ديسمبر 1933 | 23 فبراير 1937 | تصديق   |
| تشيلي               | 26 ديسمبر 1933 | 28 مارس 1935   | تصديق   |
| كولومبيا            | 26 ديسمبر 1933 | 22 يوليو 1936  | تصديق   |
| كوستاريكا           |                | 28 سبتمبر 1937 | موافقة  |
| كوبا                | 26 ديسمبر 1933 | 28 أبريل 1936  | تصديق   |
| جمهورية الدومينيكان | 26 ديسمبر 1933 | 26 ديسمبر 1934 | تصديق   |
| إكوادور             | 26 ديسمبر 1933 | 3 أكتوبر 1936  | تصديق   |
| السلفادور           | 26 ديسمبر 1933 | 9 يناير 1937   | تصديق   |
| غواتيمالا           | 26 ديسمبر 1933 | 12 يونيو 1935  | تصديق   |
| هايتي               | 26 ديسمبر 1933 | 13 أغسطس 1941  | تصديق   |
| هندوراس             | 26 ديسمبر 1933 | 1 ديسمبر 1937  | تصديق   |
| المكسيك             | 26 ديسمبر 1933 | 27 يناير 1936  | تصديق   |
| نيكاراغوا           | 26 ديسمبر 1933 | 8 يناير 1937   | تصديق   |
| بنما                | 26 ديسمبر 1933 | 13 نوفمبر 1938 | تصديق   |
| باراغواي            | 26 ديسمبر 1933 | 7 سبتمبر 2018  | تصديق   |
| الولايات المتحدة    | 26 ديسمبر 1933 | 13 يوليو 1934  | تصديق   |
| فنزويلا             | 26 ديسمبر 1933 | 13 فبراير 1940 | تصديق   |

الملاحظات
1. ↑  تسرد قاعدة بيانات منظمة الدول الأمريكية كوستاريكا على أنّها وقّعت على الاتفاقية، لكن الاتفاقية لا تتضمن توقيع كوستاريكا.[9]

وقّعت ثلاث دول أخرى على الاتفاقية في 26 ديسمبر 1933، لكنها لم تصدق عليها.
- الأرجنتين
- بيرو
- أوروغواي

الدّولة الوحيدة الّتي حضرت المؤتمر الدولي السابع للدول الأمريكية، حيث أُتّفق على الاتفاقية، والّتي لم توقع عليها كانت بوليفيا. ووقّعت كوستاريكا، الّتي لم تحضر المؤتمر على الاتفاقية فيما بعد.

## القانون العالمي المُتعارف عليه
كإعادة صياغة للقانون الدّولي العرفي، قامت اتفاقية مونتيفيديو فقط بتدوين القواعد القانونية القائمة ومبادئها، وبالتّالي؛ فهي لا تنطبق فقط على الموقّعين، ولكن على جميع الأشخاص الخاضعين للقانون الدولي ككل.
يتّبع الاتحاد الأوروبي في البيان الرئيس لِلَجنة بادنتر التابعة له، اتفاقية مونتفيديو في تعريفها للدولة: من خلال امتلاك إقليم، وسكان، وسلطة سياسية. وجدت اللجنة أيضًا أنّ وجود الدّول كان مسألة حقيقة، في حين أنّ اعتراف الدّول الأخرى كان إعلانيًا بحتًا وليس عاملًا مُحدّدًا للدولة.
على الرغم من أن سويسرا ليست عضوًا في الاتحاد الأوروبي، إلّا أنها تلتزم بالمبدأ نفسه، حيث تنص على أنّه «لا يلزم الاعتراف بوحدة سياسية لتصبح دولة، ولا يوجد التزام على دولة بالاعتراف بأخرى. وفي الوقت نفسه، لا يكفي الاعتراف بإنشاء دولة، ولا يلغيها غيابه».

## أنظر أيضًا
- سيادة

## اللمراجع
1. 1 2 3  "A-40: Convention on Rights and Duties of States". منظمة الدول الأمريكية. مؤرشف من الأصل في 2022-05-16. اطلع عليه بتاريخ 2013-07-23.
2. 1 2  Hersch Lauterpacht (2012). Recognition in International Law. Cambridge University Press. ص. 419. ISBN:9781107609433. مؤرشف من الأصل في 2022-03-27.
3. ↑  League of Nations Treaty Series, vol. 165, pp. 20-43.
4. ↑  From colony to superpower: U.S. foreign relations since 1776, by George C. Herring, دار نشر جامعة أكسفورد, 2008, p. 499. Online at كتب جوجل. Retrieved 2011-09-20.
5. ↑  The Postcoloniality of International Law, Harvard International Law Journal, Volume 46, Number 2, Summer 2005, Sundhya Pahuja, page 5 نسخة محفوظة 2009-02-05 على موقع واي باك مشين.
6. ↑  see for example State Failure, Sovereignty and Effectiveness, Legal Lessons from the Decolonization of Sub-Saharan Africa, Gerard Kreijen, Published by Martinus Nijhoff, 2004, (ردمك 90-04-13965-6), page 110 نسخة محفوظة 2021-11-24 على موقع واي باك مشين.
7. 1 2  "A-40: Convention on Rights and Duties of States". منظمة الدول الأمريكية. مؤرشف من الأصل في 2022-11-22. اطلع عليه بتاريخ 2013-07-23."A-40: Convention on Rights and Duties of States". Organization of American States. Retrieved 2013-07-23.
8. ↑  "Convention on Rights and Duties of States adopted by the Seventh International Conference of American States". سلسلة معاهدات  [لغات أخرى]‏, Registration Number:3802. مؤرشف من الأصل في 2022-03-18. اطلع عليه بتاريخ 2015-11-16.
9. 1 2  Encyclopedia of the Inter-American System. Greenwood Publishing Group. 1 يناير 1997. ص. 287. ISBN:9780313286001. مؤرشف من الأصل في 2021-12-27. اطلع عليه بتاريخ 2013-07-23. Delegations from twenty states participated - from the United States and all those in Latin America except Costa Rica (provision was made for Costa Rica to later sign the conventions and treaties presented in the conference).
10. ↑  "Convention on the Rights and Duties of States". جامعة ييل. مؤرشف من الأصل في 2022-04-23. اطلع عليه بتاريخ 2013-07-23.
11. ↑  "Convention on the Rights and Duties of States". جامعة ييل. مؤرشف من الأصل في 2022-10-18. اطلع عليه بتاريخ 2013-07-23."Convention on the Rights and Duties of States". Yale. Retrieved 2013-07-23.
12. ↑  Harris, D.J. (ed) 2004 "Cases and Materials on International Law" 6th Ed. at p. 99. Sweet and Maxwell, London
13. ↑  Castellino، Joshua (2000). International Law and Self-Determination: The Interplay of the Politics of Territorial Possession With Formulations of Post-Colonial National Identity. دار بريل للنشر. ص. 77. ISBN:9041114092. مؤرشف من الأصل في 2020-02-18.
14. ↑  The Badinter Arbitration Committee (full title), named for its chair, ruled on the question of whether the Republics of Croatia, Macedonia, and Slovenia, who had formally requested recognition by the members of the European Union and by the EU itself, had met conditions specified by the Council of Ministers of the European Community on December 16, 1991. "Archived copy". مؤرشف من الأصل في 2008-05-17. اطلع عليه بتاريخ 2012-05-10.{{استشهاد ويب}}:  صيانة الاستشهاد: الأرشيف كعنوان (link)
15. ↑  Opinion No 1., Badinter Arbitration Committee, states that "the state is commonly defined as a community which consists of a territory and a population subject to an organized political authority; that such a state is characterized by sovereignty" and that "the effects of recognition by other states are purely declaratory."
16. ↑  Switzerland's Ministry of Foreign Affairs, DFA, Directorate of International Law: "Recognition of States and Governments," 2005.

## روابط خارجيَّة
- النص الأصلي في سلسلة معاهدات الأمم المتحدة، رقم التسجيل: 3802
- البحث عن رمز اتفاقية مونتيفيديو وتايوان/ جمهورية الصين